# Brauerei Grohe
Die Brauerei Grohe GmbH ist eine Darmstädter Traditionsbrauerei. 2019 produzierte die Brauerei im Fünf-Mann-Betrieb 16.000 Hektoliter Bier (2014: 8000 hl, 2005: 5.500 hl) und erwirtschaftete zwei Millionen Euro Umsatz.

## Geschichte

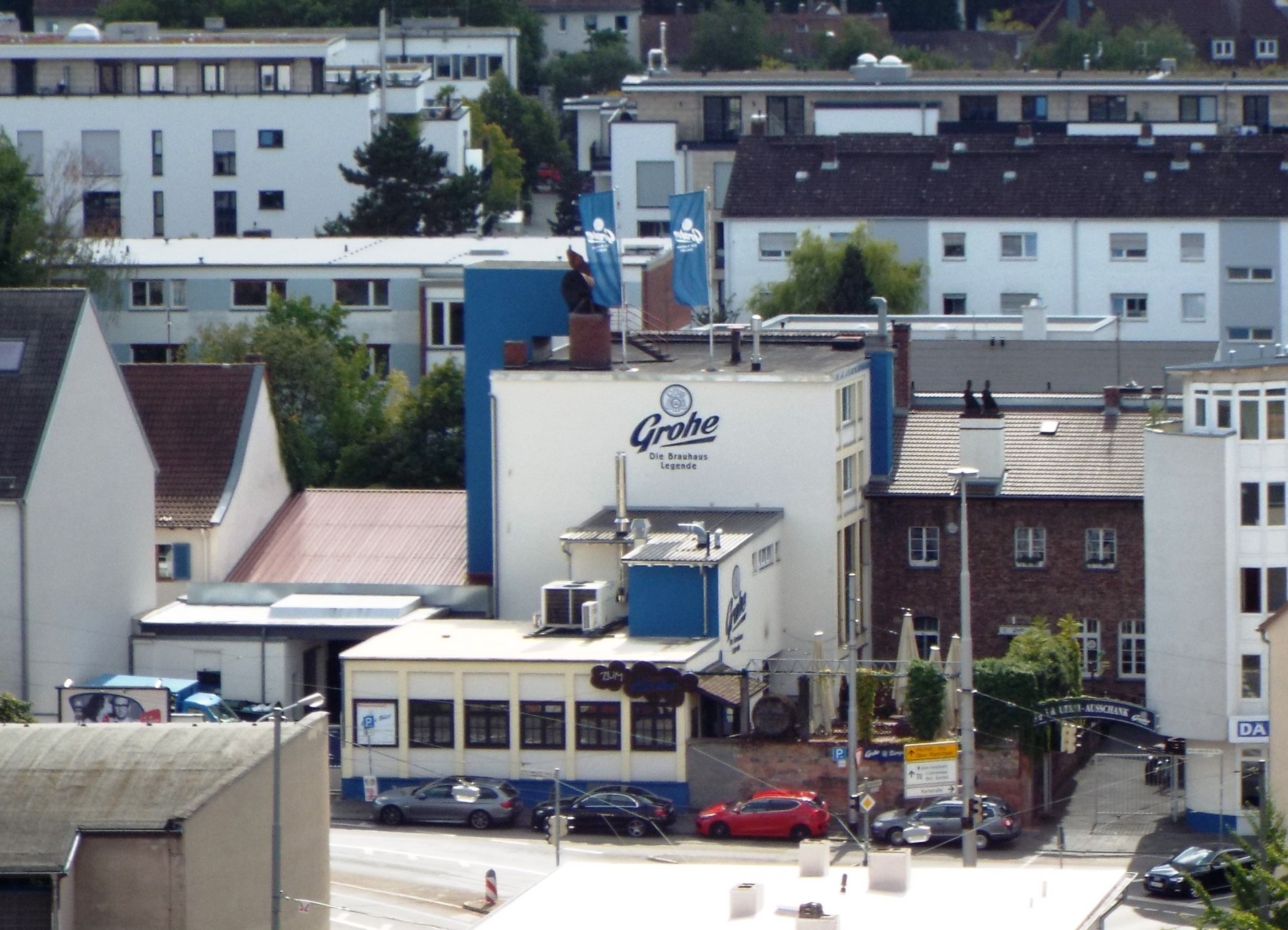
Grohe Brauhaus

Der Ursprung des Brauhauses geht auf das Gasthaus mit Brauerei „Zum Erbacher Hof“  in der Darmstädter Altstadt aus dem Jahre 1711 zurück, das 1839 auf das heutige Gelände Karlstraße 10 außerhalb der Stadtmauern umzog. Im Jahre 1867 wurde Georg Breidenbach als Gastwirt erfasst und führte das Geschäft unter dem bisherigen Namen „Zum Erbacher Hof“ weiter. Ab 1899 besaßen die Eheleute Gabriel Grohe und Sophie Katharine Grohe, geborene Bermbach, die Brauerei, das Ehepaar hatte drei Söhne und drei Töchter. Der Betrieb wurde von deren ältesten Sohn Otto Grohe geführt, der im Ersten Weltkrieg fiel. Daraufhin übernahm sein Bruder Georg (*6. April 1892) bis 1975 die Geschäftsführung der Brauerei, dessen Bruder Josef wurde Braumeister, in dessen Folge wurde Otto Grohe (* 8. Mai 1935, † 17. August 2020), der von Sohn Josef, 1949 Braumeister.
Die Brauerei wurde im Zweiten Weltkrieg bei einem Luftangriff im September 1944 wie der Großteil Darmstadts total zerstört und nahm 1948 den Braubetrieb wieder auf. Maria Grohe, die Enkeltochter von Gabriel Grohe, führte ab 1975 das Geschäft und führte es bis Ende der 80er Jahre, getreu nach dem Motto „hart aber gerecht“. 1989 erwarb die Darmstädter Privatbrauerei unter Wolfgang Koehler die Grohe-Brauerei. 1998 übertrug Otto Grohe, der Vetter von Maria Grohe, die technische Leitung an Braumeister Stefan Goschier. Zu dem klassischen Grohe Brauereiausschank mit Biergarten wurde 2001 auf dem Gelände die „Alte Scheune“ mit dem Holz einer über 200 Jahre alten Scheune aus dem Westerwald eingerichtet. Seit 2021 sind Janka Kovalska und Goce Risteski die neuen Pächter im Ausschank der Darmstädter Brauerei Grohe. Die Brauereigebäude stehen unter Denkmalschutz.